# Fazeel Najeeb
Fazeel Najeeb er en maldivisk økonom og jurist. Han har været direktør for Maldivernes centralbank siden oktober 2008.
Najeeb er yngre bror til parlamentsmedlem Abdulla Maseeh og er uddannet i erhvervsret.
Da centralbankens forrige direktør trak sig i august 2008, havde præsident Mohamed Nasheed den tidligere finansminister Arif Hilmy som førstevalg, men efter at han takket nej, blev Najeeb valgt i stedet. Før han overtog posten som centralbankdirektør, var han direktør for det internationale samarbejde i Handelsafdelingen, før han flyttede til Storbritannien for at tage en Ph.D-grad i immaterialret.

## Eksterne link
- http://www.mma.gov.mv Arkiveret 13. november 2009 hos  Wayback Machine

| Biografi | Spire Denne biografi er en spire som bør udbygges. Du er velkommen til at hjælpe Wikipedia ved at udvide den. |